# Nicola Caccia
Nicola Caccia (Castello di Cisterna, 10 aprile 1970) è un dirigente sportivo, allenatore di calcio ed ex calciatore italiano, di ruolo attaccante, collaboratore tecnico del Lecce.

## Caratteristiche tecniche
Nato come mezzapunta ad inizio carriera, in seguito diviene un centravanti mobile e tecnicamente dotato. Poteva giocare anche come esterno o ala sinistra in un tridente d'attacco, per convergere verso il centro e liberarsi al tiro.

## Carriera

### Giocatore

#### Gli esordi
Cresciuto nella scuola calcio San Nicola di Castello di Cisterna, comune dell'entroterra napoletano, nel 1983 entra nel settore giovanile dell'Empoli, con cui esordisce in Serie A il 31 gennaio 1988, proveniente dalla primavera nella sconfitta per 4-0 sul campo della Juventus. Dall'anno successivo viene promosso in prima squadra dall'Empoli, che nel frattempo è declassato in serie cadetta e rimane in forza ai toscani fino al 1991, vivendo anche la retrocessione del club (dalla Serie B alla Serie C1). Tra il 1988 e il 1989 riesce comunque a dare il suo contributo alla squadra fra alti e bassi; scende in campo anche nello spareggio perso contro il Brescia, il 25 giugno 1989, che sancisce la retrocessione in terza serie.
Nel 1991 torna nella massima serie, ingaggiato dal Bari: con i galletti disputa 7 partite di campionato fino a fine novembre, senza andare a segno, e nel mercato autunnale viene ceduto in prestito al Modena, in Serie B. Rientrato a Bari, passa in comproprietà all'Ancona, neopromosso in Serie A: pur impiegato con regolarità (26 presenze), non realizza reti, e a fine stagione i dorici retrocedono in Serie B. Viene riconfermato anche nelle due stagioni successive, nelle quali raggiunge anche una storica finale di Coppa Italia persa contro la Sampdoria e segna rispettivamente 10 e 14 reti, componendo con Edoardo Artistico e Cristian Baglieri il reparto offensivo, sotto la guida di Attilio Perotti; nonostante ciò, viene duramente contestato dalla tifoseria.

#### Gli anni della Serie A: Piacenza, Napoli e Atalanta

Caccia al Piacenza nel 1996

Nel 1995 viene acquistato dal Parma, che lo gira al Piacenza nell'ambito dell'operazione che porta Filippo Inzaghi ai ducali. Schierato come attaccante centrale nel tridente con Francesco Turrini e Gianpietro Piovani, realizza 14 reti (suo miglior bottino in Serie A), con le quali contribuisce alla salvezza della squadra allenata da Luigi Cagni.
A fine stagione disputa alcune amichevoli in una tournée estiva con la maglia del Milan, con cui realizza anche un gol. In seguito passa al Napoli, dove forma con Alfredo Aglietti la coppia d'attacco titolare. Con la maglia azzurra offre un rendimento inferiore alle attese, che provoca una nuova contestazione nei suoi confronti, anche a causa di un'espulsione rimediata nella finale di Coppa Italia, persa contro il Vicenza; per questa ragione passa all'Atalanta, dove vive una nuova stagione negativa nella quale realizza 6 reti (3 delle quali su rigore), e viene fischiato dai tifosi nerazzurri e retrocede in Serie B.

#### La Serie B a Bergamo e il ritorno a Piacenza
La formazione orobica lo riconferma per le due successive annate tra i cadetti, nelle quali Caccia torna a segnare con regolarità, totalizzando 34 reti complessive e contribuendo alla promozione nel campionato 1999-2000, quando con 16 reti è il miglior marcatore della squadra davanti a Cristiano Doni; inoltre è capocannoniere della Coppa Italia 1999-2000 con 6 gol.
Caccia non segue l'Atalanta in Serie A e fa ritorno al Piacenza, dove ottiene una nuova promozione nella massima serie: utilizzato da Walter Novellino come principale terminale offensivo della squadra, vince il titolo di capocannoniere della serie cadetta con 23 reti. Nell'aprile 2001 Caccia, insieme al compagno di squadra Stefano Sacchetti, viene trovato positivo al nandrolone in seguito a un test antidoping eseguito dopo la partita Sampdoria-Piacenza del 23 dicembre 2000; sospeso all'inizio di maggio, viene squalificato per 8 mesi, poi ridotti a 4.

Caccia all'Atalanta nel 2000

Rimane al Piacenza anche nella stagione successiva, nella quale si ritrova chiuso da Dario Hübner e Paolo Poggi totalizzando 27 presenze senza reti, spesso impiegato da subentrato e segnando solo in Coppa Italia. Inizia la stagione 2002-2003 alternandosi a Johnnier Montaño come spalla di Hubner; nel mercato di gennaio, tuttavia, viene ceduto al Como, in cambio di Ciro De Cesare. Con i lariani realizza 5 reti in 16 partite, senza evitare la retrocessione della squadra allenata da Eugenio Fascetti.

#### Il finale di carriera nel Genoa
Nell'estate 2003 si trasferisce al Genoa, nell'ambito del passaggio di Enrico Preziosi dalla presidenza del Como a quella della società rossoblu. Con i Grifoni disputa due stagioni in Serie B, culminate con la promozione in Serie A (revocata a causa delle vicende del Caso Genoa) nel 2005 e rimane anche dopo la retrocessione in Serie C1. Contribuisce alla promozione vincendo i play-off, con 17 presenze e una rete, in una stagione minata da problemi fisici che lo portano al ritiro nell'estate 2006.
Il Genoa lo ha inserito nella sua Hall of Fame.

### Allenatore e dirigente

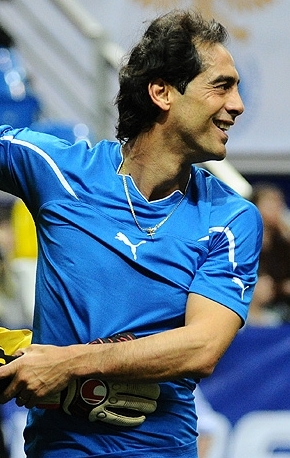
Caccia nel 2011

Terminata la carriera da calciatore, nel 2006 diventa allenatore della Biellese, militante nel campionato italiano di Serie C2; viene esonerato il 18 settembre, dopo aver perso le prime 3 partite di campionato, e successivamente richiamato a gennaio. Con i piemontesi retrocede dopo i play-out persi contro il Lumezzane.
Nella stagione successiva viene chiamato dal direttore sportivo Francesco Baiano alla Sangiovannese, squadra di Serie C1 da cui viene esonerato il 1º ottobre. Nell'estate 2011 entra a far parte dello staff del Livorno come assistente tecnico di Walter Novellino e poi di Armando Madonna.
Il 6 luglio 2012 viene chiamato nello staff della Fiorentina, ricoprendo il ruolo di collaboratore tecnico dell'allenatore Vincenzo Montella. Segue Montella, sempre nel ruolo di collaboratore tecnico, anche nel 2015 alla Sampdoria, nel 2016 al Milan e nel 2017 al Siviglia. In seguito si lega all'ex compagno di squadra Eusebio Di Francesco, che segue nelle esperienze di Frosinone, Venezia e Lecce.
Frattanto il 2 maggio 2011 ottiene la qualifica di direttore sportivo.

## Statistiche

### Presenze e reti nei club
Statistiche aggiornate al termine della carriera.
| Stagione        | Squadra         | Campionato      | Campionato | Campionato | Coppe nazionali | Coppe nazionali | Coppe nazionali | Coppe internazionali | Coppe internazionali | Coppe internazionali | Altre coppe | Altre coppe | Altre coppe | Totale | Totale |
| Stagione        | Squadra         | Comp            | Pres       | Reti       | Comp            | Pres            | Reti            | Comp                 | Pres                 | Reti                 | Comp        | Pres        | Reti        | Pres   | Reti   |
| --------------- | --------------- | --------------- | ---------- | ---------- | --------------- | --------------- | --------------- | -------------------- | -------------------- | -------------------- | ----------- | ----------- | ----------- | ------ | ------ |
| 1987-1988       | Empoli          | A               | 1          | 0          | CI              | 1               | 0               | -                    | -                    | -                    | -           | -           | -           | 2      | 0      |
| 1988-1989       | Empoli          | B               | 19+1       | 2+0        | CI              | 3               | 0               | -                    | -                    | -                    | -           | -           | -           | 23     | 2      |
| 1989-1990       | Empoli          | C1              | 29         | 6          | CI              | 1               | 0               | -                    | -                    | -                    | -           | -           | -           | 30     | 6      |
| 1990-1991       | Empoli          | C1              | 22         | 3          | CI              | 2               | 0               | -                    | -                    | -                    | -           | -           | -           | 24     | 3      |
| Totale Empoli   | Totale Empoli   | Totale Empoli   | 71+1       | 11+0       |                 | 7               | 0               |                      | -                    | -                    |             | -           | -           | 79     | 11     |
| lug.-nov. 1991  | Bari            | A               | 7          | 0          | CI              | 3               | 1               | -                    | -                    | -                    | -           | -           | -           | 10     | 1      |
| nov. 1991-1992  | Modena          | B               | 24         | 3          | CI              | -               | -               | -                    | -                    | -                    | -           | -           | -           | 24     | 3      |
| 1992-1993       | Ancona          | A               | 26         | 0          | CI              | 1               | 0               | -                    | -                    | -                    | -           | -           | -           | 27     | 0      |
| 1993-1994       | Ancona          | B               | 33         | 10         | CI              | 8               | 1               | -                    | -                    | -                    | -           | -           | -           | 41     | 11     |
| 1994-1995       | Ancona          | B               | 36         | 14         | CI              | 1               | 1               | -                    | -                    | -                    | -           | -           | -           | 37     | 15     |
| Totale Ancona   | Totale Ancona   | Totale Ancona   | 95         | 24         |                 | 10              | 2               |                      | -                    | -                    |             | -           | -           | 105    | 26     |
| 1995-1996       | Piacenza        | A               | 33         | 14         | CI              | 1               | 1               | -                    | -                    | -                    | -           | -           | -           | 34     | 15     |
| 1996-1997       | Napoli          | A               | 33         | 7          | CI              | 7               | 0               | -                    | -                    | -                    | -           | -           | -           | 40     | 7      |
| 1997-1998       | Atalanta        | A               | 31         | 6          | CI              | 3               | 1               | -                    | -                    | -                    | -           | -           | -           | 34     | 7      |
| 1998-1999       | Atalanta        | B               | 34         | 18         | CI              | 6               | 1               | -                    | -                    | -                    | -           | -           | -           | 40     | 19     |
| 1999-2000       | Atalanta        | B               | 36         | 16         | CI              | 7               | 6               | -                    | -                    | -                    | -           | -           | -           | 43     | 22     |
| Totale Atalanta | Totale Atalanta | Totale Atalanta | 101        | 40         |                 | 16              | 8               |                      | -                    | -                    |             | -           | -           | 117    | 48     |
| 2000-2001       | Piacenza        | B               | 31         | 23         | CI              | 6               | 2               | -                    | -                    | -                    | -           | -           | -           | 37     | 25     |
| 2001-2002       | Piacenza        | A               | 27         | 0          | CI              | 3               | 1               | -                    | -                    | -                    | -           | -           | -           | 30     | 1      |
| 2002-gen. 2003  | Piacenza        | A               | 13         | 2          | CI              | 4               | 0               | -                    | -                    | -                    | -           | -           | -           | 17     | 2      |
| Totale Piacenza | Totale Piacenza | Totale Piacenza | 104        | 39         |                 | 14              | 4               |                      | -                    | -                    |             | -           | -           | 118    | 43     |
| gen.-giu. 2003  | Como            | A               | 16         | 5          | CI              | -               | -               | -                    | -                    | -                    | -           | -           | -           | 16     | 5      |
| 2003-2004       | Genoa           | B               | 31         | 8          | CI              | 1               | 0               | -                    | -                    | -                    | -           | -           | -           | 32     | 8      |
| 2004-2005       | Genoa           | B               | 25         | 4          | CI              | 3               | 3               | -                    | -                    | -                    | -           | -           | -           | 28     | 7      |
| 2005-2006       | Genoa           | C1              | 17         | 1          | CI              | 0               | 0               | -                    | -                    | -                    | -           | -           | -           | 17     | 1      |
| Totale Genoa    | Totale Genoa    | Totale Genoa    | 73         | 13         |                 | 4               | 3               |                      | -                    | -                    |             | -           | -           | 77     | 16     |
| Totale carriera | Totale carriera | Totale carriera | 525        | 142        |                 | 61              | 18              |                      | -                    | -                    |             | -           | -           | 586    | 160    |

## Palmarès

### Individuale
- Capocannoniere della Coppa Italia: 1

1999-2000 (6 gol)
- Capocannoniere della Serie B: 1

2000-2001 (23 gol)